# Wereldkampioenschap beachhandbal mannen 2018
Het Wereldkampioenschap beachhandbal 2018 werd gehouden van 24 tot en met 29 juli 2018 in Kazan, Rusland. Het was de achtste keer dat het WK werd georganiseerd. Het was de eerste keer dat het deelnemersveld uit 16 landen bestond. Dat waren er vier meer dan de vorige editie in 2016.
De wereldtitel ging naar Brazilië, dat voor de vijfde keer de titel pakte. Ze versloegen Kroatië in de finale. Hongarije, dat in de troostfinale Zweden versloeg, maakte het podium compleet.

## Kwalificatie
Kwalificatie voor het WK verliep via de continentale kampioenschappen. Per continentaal titeltoernooi was een vooraf vastgesteld aantal tickets te verdienen op basis van de eindklassering. Daarnaast was er een plaats gereserveerd voor de titelverdediger en een plaats voor het gastland. Er was geen afvaardiging van het Afrikaanse continent, omdat die er niet in geslaagd waren een kwalificatie toernooi te organiseren. Frankrijk werd daarvoor als vervanger aangewezen en de Verenigde Staten kreeg een wildcard.
| Qualification                                 | Vacancies | Qualified                                    |
| --------------------------------------------- | --------- | -------------------------------------------- |
| Gastland                                      | 1         | Rusland                                      |
| Titelverdediger                               | 1         | Kroatië                                      |
| Aziatisch kampioenschap beachhandbal 2017     | 4         | Qatar Oman Iran Vietnam                      |
| Europees kampioenschap beachhandbal 2017      | 3         | Spanje Hongarije Zweden                      |
| Beachhandbal kampioenschap van Oceanië 2018   | 1         | Australië                                    |
| Pan Amerikaans kampioenschap beachhandal 2018 | 4         | Argentinië Brazilië Verenigde Staten Uruguay |
| Vervanger voor het Afrikaans continent        | 1         | Denemarken                                   |
| Wildcard                                      | 1         | Nieuw-Zeeland                                |

## Loting
De loting vond plaats op 15 mei 2018 in Kazan.

### Pot indeling
De potindeling voor de loting werd bekendgemaakt op 14 mei.
| Pot 1                         | Pot 2                       | Pot 3                                      | Pot 4                                      |
| ----------------------------- | --------------------------- | ------------------------------------------ | ------------------------------------------ |
| Kroatië Brazilië Qatar Spanje | Rusland Hongarije Oman Iran | Uruguay Vietnam Verenigde Staten Australië | Zweden Denemarken Argentinië Nieuw-Zeeland |

## Groepsfase
Speeltijden zijn in lokale tijd (UTC+3).

### Groep A
| Pos | Team       | Pld | W | L | Pts | SW | SL | SR    | SPW | SPL | SPR   | Kwalificatie |  | CRO | URU | IRN | ARG |
| --- | ---------- | --- | - | - | --- | -- | -- | ----- | --- | --- | ----- | ------------ |  | --- | --- | --- | --- |
| 1   | Kroatië    | 3   | 3 | 0 | 6   | 6  | 1  | 6,000 | 144 | 119 | 1,210 | Hoofdronde   |  |     | 2–1 | 2–0 |     |
| 2   | Uruguay    | 3   | 1 | 2 | 2   | 4  | 5  | 0,800 | 121 | 116 | 1,043 | Hoofdronde   |  |     |     | 1–2 | 2–1 |
| 3   | Iran       | 3   | 1 | 2 | 2   | 3  | 5  | 0,600 | 101 | 109 | 0,927 | Hoofdronde   |  |     |     |     | 1–2 |
| 4   | Argentinië | 3   | 1 | 2 | 2   | 3  | 5  | 0,600 | 92  | 114 | 0,807 |              |  | 0–2 |     |     |     |

1. 1 2 3  Uruguay 2 Pt, ±0 SW, +8 SPW; Iran 2 Pts, ±0 SW, −2 SPW; Argentinië 2 Pts, ±0 SW, −6 SPW

| 24 Juli 2018 09:50 | Kroatië | 2–1 (22–17, 20–23, 7–6) | Uruguay | Beach Sports Complex, Kazan Scheidsrechters: Michail Mertinian, Evangelos Syrepisios (GRE) |
| 24 Juli 2018 09:50 |         |                         |         | Beach Sports Complex, Kazan Scheidsrechters: Michail Mertinian, Evangelos Syrepisios (GRE) |
| 24 Juli 2018 09:50 |         |                         |         | Beach Sports Complex, Kazan Scheidsrechters: Michail Mertinian, Evangelos Syrepisios (GRE) |

| 24 Juli 2018 10:40 | Iran | 1–2 (13–10, 8–12, 4–6) | Argentinië | Beach Sports Complex, Kazan Scheidsrechters: Cao Hongjun, Xu Jian (CHN) |
| 24 Juli 2018 10:40 |      |                        |            | Beach Sports Complex, Kazan Scheidsrechters: Cao Hongjun, Xu Jian (CHN) |
| 24 Juli 2018 10:40 |      |                        |            | Beach Sports Complex, Kazan Scheidsrechters: Cao Hongjun, Xu Jian (CHN) |

| 24 Juli 2018 14:50 | Uruguay | 1–2 (16–15, 14–15, 5–6) | Iran | Beach Sports Complex, Kazan Scheidsrechters: Dávid Palkovits, Gabor Szilvási (HUN) |
| 24 Juli 2018 14:50 |         |                         |      | Beach Sports Complex, Kazan Scheidsrechters: Dávid Palkovits, Gabor Szilvási (HUN) |
| 24 Juli 2018 14:50 |         |                         |      | Beach Sports Complex, Kazan Scheidsrechters: Dávid Palkovits, Gabor Szilvási (HUN) |

| 24 Juli 2018 15:40 | Argentinië | 0–2 (18–26, 16–24) | Kroatië | Beach Sports Complex, Kazan Scheidsrechters: Khaled Al-Heel, Ali Al-Yazeedi (QAT) |
| 24 Juli 2018 15:40 |            |                    |         | Beach Sports Complex, Kazan Scheidsrechters: Khaled Al-Heel, Ali Al-Yazeedi (QAT) |
| 24 Juli 2018 15:40 |            |                    |         | Beach Sports Complex, Kazan Scheidsrechters: Khaled Al-Heel, Ali Al-Yazeedi (QAT) |

| 25 Juli 2018 11:10 | Kroatië | 2–0 (23–22, 22–17) | Iran | Beach Sports Complex, Kazan Scheidsrechters: Laura Buchón-Perea, Patricia del Valle-Encuentra (ESP) |
| 25 Juli 2018 11:10 |         |                    |      | Beach Sports Complex, Kazan Scheidsrechters: Laura Buchón-Perea, Patricia del Valle-Encuentra (ESP) |
| 25 Juli 2018 11:10 |         |                    |      | Beach Sports Complex, Kazan Scheidsrechters: Laura Buchón-Perea, Patricia del Valle-Encuentra (ESP) |

| 25 Juli 2018 11:10 | Uruguay | 2–1 (16–19, 15–5, 8–6) | Argentinië | Beach Sports Complex, Kazan Scheidsrechters: Mohammed Drissi, Mohammed Ben Salah (TUN) |
| 25 Juli 2018 11:10 |         |                        |            | Beach Sports Complex, Kazan Scheidsrechters: Mohammed Drissi, Mohammed Ben Salah (TUN) |
| 25 Juli 2018 11:10 |         |                        |            | Beach Sports Complex, Kazan Scheidsrechters: Mohammed Drissi, Mohammed Ben Salah (TUN) |

### Groep B
| Pos | Team          | Pld | W | L | Pts | SW | SL | SR    | SPW | SPL | SPR   | Kwalificatie |  | ESP | HUN | VIE | NZL |
| --- | ------------- | --- | - | - | --- | -- | -- | ----- | --- | --- | ----- | ------------ |  | --- | --- | --- | --- |
| 1   | Spanje        | 3   | 3 | 0 | 6   | 6  | 1  | 6,000 | 133 | 93  | 1,430 | Hoofdronde   |  |     | 2–1 | 2–0 |     |
| 2   | Hongarije     | 3   | 2 | 1 | 4   | 5  | 2  | 2,500 | 140 | 106 | 1,321 | Hoofdronde   |  |     |     |     | 2–0 |
| 3   | Vietnam       | 3   | 1 | 2 | 2   | 2  | 5  | 0,400 | 92  | 119 | 0,773 | Hoofdronde   |  |     | 0–2 |     | 2–1 |
| 4   | Nieuw-Zeeland | 3   | 0 | 3 | 0   | 1  | 6  | 0,167 | 82  | 129 | 0,636 |              |  | 0–2 |     |     |     |

| 24 Juli 2018 09:50 | Spanje | 2–0 (23–9, 15–10) | Vietnam | Beach Sports Complex, Kazan Scheidsrechters: Mohammed Drissi, Mohammed Ben Salah (TUN) |
| 24 Juli 2018 09:50 |        |                   |         | Beach Sports Complex, Kazan Scheidsrechters: Mohammed Drissi, Mohammed Ben Salah (TUN) |
| 24 Juli 2018 09:50 |        |                   |         | Beach Sports Complex, Kazan Scheidsrechters: Mohammed Drissi, Mohammed Ben Salah (TUN) |

| 24 Juli 2018 11:30 | Hongarije | 2–0 (19–12, 24–12) | Nieuw-Zeeland | Beach Sports Complex, Kazan Scheidsrechters: Wanderson Oliveira, Fabiano Carvalho (BRA) |
| 24 Juli 2018 11:30 |           |                    |               | Beach Sports Complex, Kazan Scheidsrechters: Wanderson Oliveira, Fabiano Carvalho (BRA) |
| 24 Juli 2018 11:30 |           |                    |               | Beach Sports Complex, Kazan Scheidsrechters: Wanderson Oliveira, Fabiano Carvalho (BRA) |

| 24 Juli 2018 15:40 | Vietnam | 0–2 (16–20, 17–25) | Hongarije | Beach Sports Complex, Kazan Scheidsrechters: Pablo Martínez, Luiz Monico (URU) |
| 24 Juli 2018 15:40 |         |                    |           | Beach Sports Complex, Kazan Scheidsrechters: Pablo Martínez, Luiz Monico (URU) |
| 24 Juli 2018 15:40 |         |                    |           | Beach Sports Complex, Kazan Scheidsrechters: Pablo Martínez, Luiz Monico (URU) |

| 24 Juli 2018 16:30 | Nieuw-Zeeland | 0–2 (10–24, 12–22) | Spanje | Beach Sports Complex, Kazan Scheidsrechters: Ana Carina Barbosa, Nadia Machado (POR) |
| 24 Juli 2018 16:30 |               |                    |        | Beach Sports Complex, Kazan Scheidsrechters: Ana Carina Barbosa, Nadia Machado (POR) |
| 24 Juli 2018 16:30 |               |                    |        | Beach Sports Complex, Kazan Scheidsrechters: Ana Carina Barbosa, Nadia Machado (POR) |

| 25 Juli 2018 09:30 | Spanje | 2–1 (19–18, 16–22, 14–12) | Hongarije | Beach Sports Complex, Kazan Scheidsrechters: Michail Mertinian, Evangelos Syrepisios (GRE) |
| 25 Juli 2018 09:30 |        |                           |           | Beach Sports Complex, Kazan Scheidsrechters: Michail Mertinian, Evangelos Syrepisios (GRE) |
| 25 Juli 2018 09:30 |        |                           |           | Beach Sports Complex, Kazan Scheidsrechters: Michail Mertinian, Evangelos Syrepisios (GRE) |

| 25 Juli 2018 09:30 | Vietnam | 2–1 (18–14, 16–17, 6–5) | Nieuw-Zeeland | Beach Sports Complex, Kazan Scheidsrechters: Dávid Palkovits, Gabor Szilvási (HUN) |
| 25 Juli 2018 09:30 |         |                         |               | Beach Sports Complex, Kazan Scheidsrechters: Dávid Palkovits, Gabor Szilvási (HUN) |
| 25 Juli 2018 09:30 |         |                         |               | Beach Sports Complex, Kazan Scheidsrechters: Dávid Palkovits, Gabor Szilvási (HUN) |

### Groep C
| Pos | Team       | Pld | W | L | Pts | SW | SL | SR    | SPW | SPL | SPR   | Kwalificatie |  | QAT | DEN | OMA | AUS |
| --- | ---------- | --- | - | - | --- | -- | -- | ----- | --- | --- | ----- | ------------ |  | --- | --- | --- | --- |
| 1   | Qatar      | 3   | 2 | 1 | 4   | 5  | 2  | 2,500 | 135 | 102 | 1,324 | Hoofdronde   |  |     |     | 1–2 | 2–0 |
| 2   | Denemarken | 3   | 2 | 1 | 4   | 4  | 2  | 2,000 | 95  | 87  | 1,092 | Hoofdronde   |  | 0–2 |     |     |     |
| 3   | Oman       | 3   | 2 | 1 | 4   | 4  | 4  | 1,000 | 100 | 107 | 0,935 | Hoofdronde   |  |     | 0–2 |     |     |
| 4   | Australië  | 3   | 0 | 3 | 0   | 1  | 6  | 0,167 | 76  | 110 | 0,691 |              |  |     | 0–2 | 1–2 |     |

1. 1 2 3  Qatar 2 Pt, +1 SW; Denemarken ± 0 SW; Oman −1 SW

| 24 Juli 2018 09:00 | Oman | 0–2 (6–13, 11–12) | Denemarken | Beach Sports Complex, Kazan Scheidsrechters: Dávid Palkovits, Gabor Szilvási (HUN) |
| 24 Juli 2018 09:00 |      |                   |            | Beach Sports Complex, Kazan Scheidsrechters: Dávid Palkovits, Gabor Szilvási (HUN) |
| 24 Juli 2018 09:00 |      |                   |            | Beach Sports Complex, Kazan Scheidsrechters: Dávid Palkovits, Gabor Szilvási (HUN) |

| 24 Juli 2018 09:00 | Qatar | 2–0 (21–10, 21–7) | Australië | Beach Sports Complex, Kazan Scheidsrechters: Mohammed Drissi, Mohammed Ben Salah (TUN) |
| 24 Juli 2018 09:00 |       |                   |           | Beach Sports Complex, Kazan Scheidsrechters: Mohammed Drissi, Mohammed Ben Salah (TUN) |
| 24 Juli 2018 09:00 |       |                   |           | Beach Sports Complex, Kazan Scheidsrechters: Mohammed Drissi, Mohammed Ben Salah (TUN) |

| 24 Juli 2018 14:00 | Denemarken | 0–2 (15–18, 20–22) | Qatar | Beach Sports Complex, Kazan Scheidsrechters: Michail Mertinian, Evangelos Syrepisios (GRE) |
| 24 Juli 2018 14:00 |            |                    |       | Beach Sports Complex, Kazan Scheidsrechters: Michail Mertinian, Evangelos Syrepisios (GRE) |
| 24 Juli 2018 14:00 |            |                    |       | Beach Sports Complex, Kazan Scheidsrechters: Michail Mertinian, Evangelos Syrepisios (GRE) |

| 24 Juli 2018 14:00 | Australië | 1–2 (8–16, 15–8, 6–9) | Oman | Beach Sports Complex, Kazan Scheidsrechters: Laura Buchón-Perea, Patricia del Valle-Encuentra (ESP) |
| 24 Juli 2018 14:00 |           |                       |      | Beach Sports Complex, Kazan Scheidsrechters: Laura Buchón-Perea, Patricia del Valle-Encuentra (ESP) |
| 24 Juli 2018 14:00 |           |                       |      | Beach Sports Complex, Kazan Scheidsrechters: Laura Buchón-Perea, Patricia del Valle-Encuentra (ESP) |

| 25 Juli 2018 15:00 | Qatar | 1–2 (18–20, 21–15, 14–15) | Oman | Beach Sports Complex, Kazan Scheidsrechters: Wanderson Oliveira, Fabiano Carvalho (BRA) |
| 25 Juli 2018 15:00 |       |                           |      | Beach Sports Complex, Kazan Scheidsrechters: Wanderson Oliveira, Fabiano Carvalho (BRA) |
| 25 Juli 2018 15:00 |       |                           |      | Beach Sports Complex, Kazan Scheidsrechters: Wanderson Oliveira, Fabiano Carvalho (BRA) |

| 25 Juli 2018 15:00 | Australië | 0–2 (18–19, 12–16) | Denemarken | Beach Sports Complex, Kazan Scheidsrechters: Mohammed Drissi, Mohammed Ben Salah (TUN) |
| 25 Juli 2018 15:00 |           |                    |            | Beach Sports Complex, Kazan Scheidsrechters: Mohammed Drissi, Mohammed Ben Salah (TUN) |
| 25 Juli 2018 15:00 |           |                    |            | Beach Sports Complex, Kazan Scheidsrechters: Mohammed Drissi, Mohammed Ben Salah (TUN) |

### Groep D
| Pos | Team             | Pld | W | L | Pts | SW | SL | SR    | SPW | SPL | SPR   | Kwalificatie |  | ZWE | RUS | BRA | USA |
| --- | ---------------- | --- | - | - | --- | -- | -- | ----- | --- | --- | ----- | ------------ |  | --- | --- | --- | --- |
| 1   | Zweden           | 3   | 3 | 0 | 6   | 6  | 3  | 2,000 | 141 | 0   | MAX   | Hoofdronde   |  |     |     | 2–1 |     |
| 2   | Rusland (H)      | 3   | 2 | 1 | 4   | 5  | 3  | 1,667 | 139 | 134 | 1,037 | Hoofdronde   |  | 1–2 |     |     |     |
| 3   | Brazilië         | 3   | 1 | 2 | 2   | 3  | 4  | 0,750 | 124 | 109 | 1,138 | Hoofdronde   |  |     | 0–2 |     | 2–0 |
| 4   | Verenigde Staten | 3   | 0 | 3 | 0   | 2  | 6  | 0,333 | 130 | 160 | 0,813 |              |  | 1–2 | 1–2 |     |     |

| 24 Juli 2018 11:30 | Rusland | 1–2 (20–13, 18–23, 6–9) | Zweden | Beach Sports Complex, Kazan Scheidsrechters: Pablo Martínez, Luiz Monico (URU) |
| 24 Juli 2018 11:30 |         |                         |        | Beach Sports Complex, Kazan Scheidsrechters: Pablo Martínez, Luiz Monico (URU) |
| 24 Juli 2018 11:30 |         |                         |        | Beach Sports Complex, Kazan Scheidsrechters: Pablo Martínez, Luiz Monico (URU) |

| 24 Juli 2018 11:30 | Brazilië | 2–0 (23–10, 26–19) | Verenigde Staten | Beach Sports Complex, Kazan Scheidsrechters: Mohammed Drissi, Mohammed Ben Salah (TUN) |
| 24 Juli 2018 11:30 |          |                    |                  | Beach Sports Complex, Kazan Scheidsrechters: Mohammed Drissi, Mohammed Ben Salah (TUN) |
| 24 Juli 2018 11:30 |          |                    |                  | Beach Sports Complex, Kazan Scheidsrechters: Mohammed Drissi, Mohammed Ben Salah (TUN) |

| 24 Juli 2018 16:30 | Zweden | 2–1 (18–16, 13–16, 12–10) | Brazilië | Beach Sports Complex, Kazan Scheidsrechters: Cao Hongjun, Xu Jian (CHN) |
| 24 Juli 2018 16:30 |        |                           |          | Beach Sports Complex, Kazan Scheidsrechters: Cao Hongjun, Xu Jian (CHN) |
| 24 Juli 2018 16:30 |        |                           |          | Beach Sports Complex, Kazan Scheidsrechters: Cao Hongjun, Xu Jian (CHN) |

| 24 Juli 2018 19:30 | Verenigde Staten | 1–2 (20–23, 28–26, 8–9) | Rusland | Beach Sports Complex, Kazan Scheidsrechters: Michail Mertinian, Evangelos Syrepisios (GRE) |
| 24 Juli 2018 19:30 |                  |                         |         | Beach Sports Complex, Kazan Scheidsrechters: Michail Mertinian, Evangelos Syrepisios (GRE) |
| 24 Juli 2018 19:30 |                  |                         |         | Beach Sports Complex, Kazan Scheidsrechters: Michail Mertinian, Evangelos Syrepisios (GRE) |

| 25 Juli 2018 16:40 | Brazilië | 0–2 (13–16, 20–21) | Rusland | Beach Sports Complex, Kazan Scheidsrechters: Dávid Palkovits, Gabor Szilvási (HUN) |
| 25 Juli 2018 16:40 |          |                    |         | Beach Sports Complex, Kazan Scheidsrechters: Dávid Palkovits, Gabor Szilvási (HUN) |
| 25 Juli 2018 16:40 |          |                    |         | Beach Sports Complex, Kazan Scheidsrechters: Dávid Palkovits, Gabor Szilvási (HUN) |

| 25 Juli 2018 16:40 | Verenigde Staten | 1–2 (16–24, 21–20, 8–9) | Zweden | Beach Sports Complex, Kazan Scheidsrechters: Khaled Al-Heel, Ali Al-Yazeedi (QAT) |
| 25 Juli 2018 16:40 |                  |                         |        | Beach Sports Complex, Kazan Scheidsrechters: Khaled Al-Heel, Ali Al-Yazeedi (QAT) |
| 25 Juli 2018 16:40 |                  |                         |        | Beach Sports Complex, Kazan Scheidsrechters: Khaled Al-Heel, Ali Al-Yazeedi (QAT) |

## Troostronde
| Pos | Team             | Pld | W | L | Pts | SW | SL | SR    | SPW | SPL | SPR   |  | USA | AUS | ARG | NZL |
| --- | ---------------- | --- | - | - | --- | -- | -- | ----- | --- | --- | ----- |  | --- | --- | --- | --- |
| 1   | Verenigde Staten | 3   | 3 | 0 | 6   | 6  | 0  | MAX   | 131 | 118 | 1,110 |  |     |     | 2–0 |     |
| 2   | Australië        | 3   | 2 | 1 | 4   | 4  | 2  | 2,000 | 122 | 113 | 1,080 |  | 0–2 |     |     | 2–0 |
| 3   | Argentinië       | 3   | 1 | 2 | 2   | 2  | 4  | 0,500 | 104 | 111 | 0,937 |  |     | 0–2 |     | 2–0 |
| 4   | Nieuw-Zeeland    | 3   | 0 | 3 | 0   | 0  | 6  | 0,000 | 103 | 118 | 0,873 |  | 0–2 |     |     |     |

| 26 Juli 2018 09:00 | Argentinië | 0–2 (17–20, 12–15) | Australië | Beach Sports Complex, Kazan Scheidsrechters: Laura Buchón-Perea, Patricia del Valle-Encuentra (ESP) |
| 26 Juli 2018 09:00 |            |                    |           | Beach Sports Complex, Kazan Scheidsrechters: Laura Buchón-Perea, Patricia del Valle-Encuentra (ESP) |
| 26 Juli 2018 09:00 |            |                    |           | Beach Sports Complex, Kazan Scheidsrechters: Laura Buchón-Perea, Patricia del Valle-Encuentra (ESP) |

| 26 Juli 2018 09:00 | Nieuw-Zeeland | 0–2 (18–20, 16–20) | Verenigde Staten | Beach Sports Complex, Kazan Scheidsrechters: Michail Mertinian, Evangelos Syrepisios (GRE) |
| 26 Juli 2018 09:00 |               |                    |                  | Beach Sports Complex, Kazan Scheidsrechters: Michail Mertinian, Evangelos Syrepisios (GRE) |
| 26 Juli 2018 09:00 |               |                    |                  | Beach Sports Complex, Kazan Scheidsrechters: Michail Mertinian, Evangelos Syrepisios (GRE) |

| 26 Juli 2018 14:00 | Verenigde Staten | 2–0 (19–16, 22–20) | Argentinië | Beach Sports Complex, Kazan Scheidsrechters: Ana Carina Barbosa, Nadia Machado (POR) |
| 26 Juli 2018 14:00 |                  |                    |            | Beach Sports Complex, Kazan Scheidsrechters: Ana Carina Barbosa, Nadia Machado (POR) |
| 26 Juli 2018 14:00 |                  |                    |            | Beach Sports Complex, Kazan Scheidsrechters: Ana Carina Barbosa, Nadia Machado (POR) |

| 26 Juli 2018 14:00 | Australië | 2–0 (17–16, 22–18) | Nieuw-Zeeland | Beach Sports Complex, Kazan Scheidsrechters: Cao Hongjun, Xu Jian (CHN) |
| 26 Juli 2018 14:00 |           |                    |               | Beach Sports Complex, Kazan Scheidsrechters: Cao Hongjun, Xu Jian (CHN) |
| 26 Juli 2018 14:00 |           |                    |               | Beach Sports Complex, Kazan Scheidsrechters: Cao Hongjun, Xu Jian (CHN) |

| 27 Juli 2018 09:00 | Argentinië | 2–0 (20–17, 19–18) | Nieuw-Zeeland | Beach Sports Complex, Kazan Scheidsrechters: Ana Carina Barbosa, Nadia Machado (POR) |
| 27 Juli 2018 09:00 |            |                    |               | Beach Sports Complex, Kazan Scheidsrechters: Ana Carina Barbosa, Nadia Machado (POR) |
| 27 Juli 2018 09:00 |            |                    |               | Beach Sports Complex, Kazan Scheidsrechters: Ana Carina Barbosa, Nadia Machado (POR) |

| 27 Juli 2018 09:00 | Australië | 0–2 (26–27, 22–23) | Verenigde Staten | Beach Sports Complex, Kazan Scheidsrechters: Cao Hongjun, Xu Jian (CHN) |
| 27 Juli 2018 09:00 |           |                    |                  | Beach Sports Complex, Kazan Scheidsrechters: Cao Hongjun, Xu Jian (CHN) |
| 27 Juli 2018 09:00 |           |                    |                  | Beach Sports Complex, Kazan Scheidsrechters: Cao Hongjun, Xu Jian (CHN) |

## Hoofdronde
Punten behaald tegen teams uit dezelfde groep werden meegenomen naar de hoofdronde.

### Groep I
- Nummers 1,2 en 3 van Groep A
- Nummers 1,2 en 3 van Groep B

| Pos | Team      | Pld | W | L | Pts | SW | SL | SR    | SPW | SPL | SPR   | Kwalificatie |  | CRO | ESP | HUN | IRN | URU | VIE |
| --- | --------- | --- | - | - | --- | -- | -- | ----- | --- | --- | ----- | ------------ |  | --- | --- | --- | --- | --- | --- |
| 1   | Kroatië   | 5   | 5 | 0 | 10  | 10 | 2  | 5,000 | 236 | 216 | 1,093 | Kwartfinales |  |     | 2–1 | 2–0 |     |     | 2–0 |
| 2   | Spanje    | 5   | 4 | 1 | 8   | 9  | 3  | 3,000 | 220 | 170 | 1,294 | Kwartfinales |  |     |     |     |     |     |     |
| 3   | Hongarije | 5   | 3 | 2 | 6   | 7  | 6  | 1,167 | 232 | 201 | 1,154 | Kwartfinales |  |     |     |     |     |     |     |
| 4   | Iran      | 5   | 2 | 3 | 4   | 5  | 7  | 0,714 | 162 | 191 | 0,848 | Kwartfinales |  |     | 0–2 | 1–2 |     |     | 2–0 |
| 5   | Uruguay   | 5   | 1 | 4 | 2   | 5  | 8  | 0,625 | 183 | 204 | 0,897 |              |  |     | 0–2 | 1–2 |     |     | 2–0 |
| 6   | Vietnam   | 5   | 0 | 5 | 0   | 0  | 10 | 0,000 | 143 | 194 | 0,737 |              |  |     |     |     |     |     |     |

| 26 Juli 2018 09:50 | Kroatië | 2–0 (23–20, 21–18) | Vietnam | Beach Sports Complex, Kazan Scheidsrechters: Cao Hongjun, Xu Jian (CHN) |
| 26 Juli 2018 09:50 |         |                    |         | Beach Sports Complex, Kazan Scheidsrechters: Cao Hongjun, Xu Jian (CHN) |
| 26 Juli 2018 09:50 |         |                    |         | Beach Sports Complex, Kazan Scheidsrechters: Cao Hongjun, Xu Jian (CHN) |

| 26 Juli 2018 09:50 | Uruguay | 1–2 (18–17, 12–20, 6–7) | Hongarije | Beach Sports Complex, Kazan Scheidsrechters: Khaled Al-Heel, Ali Al-Yazeedi (QAT) |
| 26 Juli 2018 09:50 |         |                         |           | Beach Sports Complex, Kazan Scheidsrechters: Khaled Al-Heel, Ali Al-Yazeedi (QAT) |
| 26 Juli 2018 09:50 |         |                         |           | Beach Sports Complex, Kazan Scheidsrechters: Khaled Al-Heel, Ali Al-Yazeedi (QAT) |

| 26 Juli 2018 09:50 | Iran | 0–2 (16–22, 6–15) | Spanje | Beach Sports Complex, Kazan Scheidsrechters: Pablo Martínez, Luiz Monico (URU) |
| 26 Juli 2018 09:50 |      |                   |        | Beach Sports Complex, Kazan Scheidsrechters: Pablo Martínez, Luiz Monico (URU) |
| 26 Juli 2018 09:50 |      |                   |        | Beach Sports Complex, Kazan Scheidsrechters: Pablo Martínez, Luiz Monico (URU) |

| 26 Juli 2018 14:50 | Uruguay | 0–2 (17–21, 14–24) | Spanje | Beach Sports Complex, Kazan Scheidsrechters: Michail Mertinian, Evangelos Syrepisios (GRE) |
| 26 Juli 2018 14:50 |         |                    |        | Beach Sports Complex, Kazan Scheidsrechters: Michail Mertinian, Evangelos Syrepisios (GRE) |
| 26 Juli 2018 14:50 |         |                    |        | Beach Sports Complex, Kazan Scheidsrechters: Michail Mertinian, Evangelos Syrepisios (GRE) |

| 26 Juli 2018 14:50 | Kroatië | 2–0 (25–18, 27–24) | Hongarije | Beach Sports Complex, Kazan Scheidsrechters: Wanderson Oliveira, Fabiano Carvalho (BRA) |
| 26 Juli 2018 14:50 |         |                    |           | Beach Sports Complex, Kazan Scheidsrechters: Wanderson Oliveira, Fabiano Carvalho (BRA) |
| 26 Juli 2018 14:50 |         |                    |           | Beach Sports Complex, Kazan Scheidsrechters: Wanderson Oliveira, Fabiano Carvalho (BRA) |

| 26 Juli 2018 14:50 | Iran | 2–0 (15–14, 18–10) | Vietnam | Beach Sports Complex, Kazan Scheidsrechters: Khaled Al-Heel, Ali Al-Yazeedi (QAT) |
| 26 Juli 2018 14:50 |      |                    |         | Beach Sports Complex, Kazan Scheidsrechters: Khaled Al-Heel, Ali Al-Yazeedi (QAT) |
| 26 Juli 2018 14:50 |      |                    |         | Beach Sports Complex, Kazan Scheidsrechters: Khaled Al-Heel, Ali Al-Yazeedi (QAT) |

| 27 Juli 2018 15:50 | Kroatië | 2–1 (18–17, 19–26, 9–8) | Spanje | Beach Sports Complex, Kazan Scheidsrechters: Khaled Al-Heel, Ali Al-Yazeedi (QAT) |
| 27 Juli 2018 15:50 |         |                         |        | Beach Sports Complex, Kazan Scheidsrechters: Khaled Al-Heel, Ali Al-Yazeedi (QAT) |
| 27 Juli 2018 15:50 |         |                         |        | Beach Sports Complex, Kazan Scheidsrechters: Khaled Al-Heel, Ali Al-Yazeedi (QAT) |

| 27 Juli 2018 15:50 | Uruguay | 2–0 (18–14, 16–15) | Vietnam | Beach Sports Complex, Kazan Scheidsrechters: Wanderson Oliveira, Fabiano Carvalho (BRA) |
| 27 Juli 2018 15:50 |         |                    |         | Beach Sports Complex, Kazan Scheidsrechters: Wanderson Oliveira, Fabiano Carvalho (BRA) |
| 27 Juli 2018 15:50 |         |                    |         | Beach Sports Complex, Kazan Scheidsrechters: Wanderson Oliveira, Fabiano Carvalho (BRA) |

| 27 Juli 2018 15:50 | Iran | 1–2 (14–12, 13–32, 4–5) | Hongarije | Beach Sports Complex, Kazan Scheidsrechters: Mohammed Drissi, Mohammed Ben Salah (TUN) |
| 27 Juli 2018 15:50 |      |                         |           | Beach Sports Complex, Kazan Scheidsrechters: Mohammed Drissi, Mohammed Ben Salah (TUN) |
| 27 Juli 2018 15:50 |      |                         |           | Beach Sports Complex, Kazan Scheidsrechters: Mohammed Drissi, Mohammed Ben Salah (TUN) |

### Groep II
- Nummers 1,2 en 3 van Groep C
- Nummers 1,2 en 3 van Groep D

| Pos | Team        | Pld | W | L | Pts | SW | SL | SR    | SPW | SPL | SPR   | Kwalificatie |     | SWE | RUS | BRA | DEN | QAT | OMA |
| --- | ----------- | --- | - | - | --- | -- | -- | ----- | --- | --- | ----- | ------------ | --- | --- | --- | --- | --- | --- | --- |
| 1   | Zweden      | 5   | 4 | 1 | 8   | 8  | 4  | 2,000 | 192 | 188 | 1,021 | Kwartfinales |     |     |     |     |     |     |     |
| 2   | Rusland (H) | 5   | 3 | 2 | 6   | 8  | 6  | 1,333 | 227 | 208 | 1,091 | Kwartfinales |     |     |     |     |     |     |     |
| 3   | Brazilië    | 5   | 2 | 3 | 4   | 6  | 6  | 1,000 | 208 | 189 | 1,101 | Kwartfinales |     |     |     |     |     |     |     |
| 4   | Denemarken  | 5   | 2 | 3 | 4   | 5  | 7  | 0,714 | 182 | 192 | 0,948 | Kwartfinales |     | 0–2 | 1–2 | 2–1 |     |     |     |
| 5   | Qatar       | 5   | 2 | 3 | 4   | 6  | 6  | 1,000 | 218 | 204 | 1,069 |              |     | 2–0 | 1–2 | 0–2 |     |     |     |
| 6   | Oman        | 5   | 2 | 3 | 4   | 4  | 8  | 0,500 | 161 | 207 | 0,778 |              | 0–2 | 2–1 | 0–2 |     |     |     |     |

1. 1 2 3 4  Brazilië 4 Pts, +3 SW; Denemarken 4 Pts, +1 SW; Qatar 2 Pts, −1 SW; Oman 2 Pts, −3 SW

| 26 Juli 2018 11:30 | Qatar | 0–2 (16–18, 18–23) | Brazilië | Beach Sports Complex, Kazan Scheidsrechters: Michail Mertinian, Evangelos Syrepisios (GRE) |
| 26 Juli 2018 11:30 |       |                    |          | Beach Sports Complex, Kazan Scheidsrechters: Michail Mertinian, Evangelos Syrepisios (GRE) |
| 26 Juli 2018 11:30 |       |                    |          | Beach Sports Complex, Kazan Scheidsrechters: Michail Mertinian, Evangelos Syrepisios (GRE) |

| 26 Juli 2018 11:30 | Denemarken | 1–2 (17–12, 21–28, 6–7) | Rusland | Beach Sports Complex, Kazan Scheidsrechters: Pablo Martínez, Luiz Monico (URU) |
| 26 Juli 2018 11:30 |            |                         |         | Beach Sports Complex, Kazan Scheidsrechters: Pablo Martínez, Luiz Monico (URU) |
| 26 Juli 2018 11:30 |            |                         |         | Beach Sports Complex, Kazan Scheidsrechters: Pablo Martínez, Luiz Monico (URU) |

| 26 Juli 2018 11:30 | Oman | 0–2 (12–14, 14–26) | Zweden | Beach Sports Complex, Kazan Scheidsrechters: Mohammed Drissi, Mohammed Ben Salah (TUN) |
| 26 Juli 2018 11:30 |      |                    |        | Beach Sports Complex, Kazan Scheidsrechters: Mohammed Drissi, Mohammed Ben Salah (TUN) |
| 26 Juli 2018 11:30 |      |                    |        | Beach Sports Complex, Kazan Scheidsrechters: Mohammed Drissi, Mohammed Ben Salah (TUN) |

| 26 Juli 2018 16:30 | Oman | 0–2 (15–16, 14–24) | Brazilië | Beach Sports Complex, Kazan Scheidsrechters: Laura Buchón-Perea, Patricia del Valle-Encuentra (ESP) |
| 26 Juli 2018 16:30 |      |                    |          | Beach Sports Complex, Kazan Scheidsrechters: Laura Buchón-Perea, Patricia del Valle-Encuentra (ESP) |
| 26 Juli 2018 16:30 |      |                    |          | Beach Sports Complex, Kazan Scheidsrechters: Laura Buchón-Perea, Patricia del Valle-Encuentra (ESP) |

| 26 Juli 2018 16:30 | Denemarken | 0–2 (10–12, 22–24) | Zweden | Beach Sports Complex, Kazan Scheidsrechters: Dávid Palkovits, Gabor Szilvási (HUN) |
| 26 Juli 2018 16:30 |            |                    |        | Beach Sports Complex, Kazan Scheidsrechters: Dávid Palkovits, Gabor Szilvási (HUN) |
| 26 Juli 2018 16:30 |            |                    |        | Beach Sports Complex, Kazan Scheidsrechters: Dávid Palkovits, Gabor Szilvási (HUN) |

| 26 Juli 2018 19:00 | Qatar | 1–2 (17–16, 16–19, 14–15) | Rusland | Beach Sports Complex, Kazan Scheidsrechters: Dávid Palkovits, Gabor Szilvási (HUN) |
| 26 Juli 2018 19:00 |       |                           |         | Beach Sports Complex, Kazan Scheidsrechters: Dávid Palkovits, Gabor Szilvási (HUN) |
| 26 Juli 2018 19:00 |       |                           |         | Beach Sports Complex, Kazan Scheidsrechters: Dávid Palkovits, Gabor Szilvási (HUN) |

| 27 Juli 2018 16:40 | Qatar | 2–0 (26–12, 18–16) | Zweden | Beach Sports Complex, Kazan Scheidsrechters: Pablo Martínez, Luiz Monico (URU) |
| 27 Juli 2018 16:40 |       |                    |        | Beach Sports Complex, Kazan Scheidsrechters: Pablo Martínez, Luiz Monico (URU) |
| 27 Juli 2018 16:40 |       |                    |        | Beach Sports Complex, Kazan Scheidsrechters: Pablo Martínez, Luiz Monico (URU) |

| 27 Juli 2018 16:40 | Denemarken | 2–1 (10–20, 29–26, 7–6) | Brazilië | Beach Sports Complex, Kazan Scheidsrechters: Mohammed Drissi, Mohammed Ben Salah (TUN) |
| 27 Juli 2018 16:40 |            |                         |          | Beach Sports Complex, Kazan Scheidsrechters: Mohammed Drissi, Mohammed Ben Salah (TUN) |
| 27 Juli 2018 16:40 |            |                         |          | Beach Sports Complex, Kazan Scheidsrechters: Mohammed Drissi, Mohammed Ben Salah (TUN) |

| 27 Juli 2018 16:40 | Oman | 2–1 (12–24, 16–15, 11–10) | Rusland | Beach Sports Complex, Kazan Scheidsrechters: Michail Mertinian, Evangelos Syrepisios (GRE) |
| 27 Juli 2018 16:40 |      |                           |         | Beach Sports Complex, Kazan Scheidsrechters: Michail Mertinian, Evangelos Syrepisios (GRE) |
| 27 Juli 2018 16:40 |      |                           |         | Beach Sports Complex, Kazan Scheidsrechters: Michail Mertinian, Evangelos Syrepisios (GRE) |

## Knockout Fase

### Speelschema
Voor het kampioenschap
|  | Kwartfinale | Kwartfinale |           |   | Halve finale | Halve finale |  |  | Finale | Finale |
|  |             |             |           |   |              |              |  |  |        |        |
|  |             |             |           |   |              |              |  |  |        |        |
|  |             |             |           |   |              |              |  |  |        |        |
|  | Kroatië     | 2           |           |   |              |              |  |  |        |        |
|  | Kroatië     | 2           |           |   |              |              |  |  |        |        |
|  | Denemarken  | 1           |           |   |              |              |  |  |        |        |
|  | Denemarken  | 1           | Kroatië   | 2 |              |              |  |  |        |        |
|  |             |             | Kroatië   | 2 |              |              |  |  |        |        |
|  |             | Hongarije   | 0         |   |              |              |  |  |        |        |
|  | Rusland     | Hongarije   | 0         | 0 |              |              |  |  |        |        |
|  | Rusland     |             |           | 0 |              |              |  |  |        |        |
|  | Hongarije   | 2           |           |   |              |              |  |  |        |        |
|  | Hongarije   | 2           | Kroatië   | 0 |              |              |  |  |        |        |
|  |             |             | Kroatië   | 0 |              |              |  |  |        |        |
|  |             | Brazilië    | 2         |   |              |              |  |  |        |        |
|  | Spanje      | Brazilië    | 2         | 1 |              |              |  |  |        |        |
|  | Spanje      |             |           | 1 |              |              |  |  |        |        |
|  | Brazilië    | 2           |           |   |              |              |  |  |        |        |
|  | Brazilië    | 2           | Brazilië  | 2 |              |              |  |  |        |        |
|  |             |             | Brazilië  | 2 |              |              |  |  |        |        |
|  |             | Zweden      | 0         |   | Troostfinale | Troostfinale |  |  |        |        |
|  | Zweden      | Zweden      | 0         | 2 | Troostfinale | Troostfinale |  |  |        |        |
|  | Zweden      |             |           | 2 |              |              |  |  |        |        |
|  | Iran        | 0           |           |   |              |              |  |  |        |        |
|  | Iran        | 0           | Hongarije | 2 |              |              |  |  |        |        |
|  |             |             |           |   |              |              |  |  |        |        |
|  | Zweden      | 0           |           |   |              |              |  |  |        |        |
|  | Zweden      | 0           |           |   |              |              |  |  |        |        |

Om plaats 5 t/m 8
|  | Om plaats 5 t/m 8 | Om plaats 5 t/m 8 |             |   | Om plaats 5 | Om plaats 5 |
|  |                   |                   |             |   |             |             |
|  |                   |                   |             |   |             |             |
|  |                   |                   |             |   |             |             |
|  | Denemarken        | 1                 |             |   |             |             |
|  | Denemarken        | 1                 |             |   |             |             |
|  | Rusland           | 2                 |             |   |             |             |
|  | Rusland           | 2                 | Rusland     | 0 |             |             |
|  |                   |                   | Rusland     | 0 |             |             |
|  |                   | Spanje            | 2           |   |             |             |
|  | Spanje            | Spanje            | 2           | 2 |             |             |
|  | Spanje            |                   |             | 2 |             |             |
|  | Iran              | 0                 |             |   |             |             |
|  | Iran              | 0                 | Om plaats 7 |   |             |             |
|  |                   |                   |             |   |             |             |
|  |                   |                   |             |   |             |             |
|  |                   |                   |             |   |             |             |
|  | Denemarken        | 2                 |             |   |             |             |
|  | Denemarken        | 2                 |             |   |             |             |
|  | Iran              | 0                 |             |   |             |             |

Om plaats 9 t/m 16
|  | Om plaats 9 t/m 16 | Om plaats 9 t/m 16 |                  |   | Om plaats 9 t/m 12 | Om plaats 9 t/m 12 |  |  | Om plaats 9 | Om plaats 9 |
|  |                    |                    |                  |   |                    |                    |  |  |             |             |
|  |                    |                    |                  |   |                    |                    |  |  |             |             |
|  |                    |                    |                  |   |                    |                    |  |  |             |             |
|  | Qatar              | 2                  |                  |   |                    |                    |  |  |             |             |
|  | Qatar              | 2                  |                  |   |                    |                    |  |  |             |             |
|  | Nieuw-Zeeland      | 0                  |                  |   |                    |                    |  |  |             |             |
|  | Nieuw-Zeeland      | 0                  | Qatar            | 2 |                    |                    |  |  |             |             |
|  |                    |                    | Qatar            | 2 |                    |                    |  |  |             |             |
|  |                    | Verenigde Staten   | 0                |   |                    |                    |  |  |             |             |
|  | Vietnam            | Verenigde Staten   | 0                | 0 |                    |                    |  |  |             |             |
|  | Vietnam            |                    |                  | 0 |                    |                    |  |  |             |             |
|  | Verenigde Staten   | 2                  |                  |   |                    |                    |  |  |             |             |
|  | Verenigde Staten   | 2                  | Qatar            | 2 |                    |                    |  |  |             |             |
|  |                    |                    | Qatar            | 2 |                    |                    |  |  |             |             |
|  |                    | Oman               | 1                |   |                    |                    |  |  |             |             |
|  | Uruguay            | Oman               | 1                | 0 |                    |                    |  |  |             |             |
|  | Uruguay            |                    |                  | 0 |                    |                    |  |  |             |             |
|  | Argentinië         | 2                  |                  |   |                    |                    |  |  |             |             |
|  | Argentinië         | 2                  | Argentinië       | 0 |                    |                    |  |  |             |             |
|  |                    |                    | Argentinië       | 0 |                    |                    |  |  |             |             |
|  |                    | Oman               | 2                |   | Om plaats 11       | Om plaats 11       |  |  |             |             |
|  | Oman               | Oman               | 2                | 2 | Om plaats 11       | Om plaats 11       |  |  |             |             |
|  | Oman               |                    |                  | 2 |                    |                    |  |  |             |             |
|  | Australië          | 1                  |                  |   |                    |                    |  |  |             |             |
|  | Australië          | 1                  | Verenigde Staten | 1 |                    |                    |  |  |             |             |
|  |                    |                    |                  |   |                    |                    |  |  |             |             |
|  | Argentinië         | 2                  |                  |   |                    |                    |  |  |             |             |
|  | Argentinië         | 2                  |                  |   |                    |                    |  |  |             |             |

Om plaats 13 t/m 16
|  | Om plaats 13 t/m 16 | Om plaats 13 t/m 16 |              |   | Om plaats 13 | Om plaats 13 |
|  |                     |                     |              |   |              |              |
|  |                     |                     |              |   |              |              |
|  |                     |                     |              |   |              |              |
|  | Nieuw-Zeeland       | 0                   |              |   |              |              |
|  | Nieuw-Zeeland       | 0                   |              |   |              |              |
|  | Vietnam             | 2                   |              |   |              |              |
|  | Vietnam             | 2                   | Vietnam      | 0 |              |              |
|  |                     |                     | Vietnam      | 0 |              |              |
|  |                     | Australië           | 2            |   |              |              |
|  | Uruguay             | Australië           | 2            | 1 |              |              |
|  | Uruguay             |                     |              | 1 |              |              |
|  | Australië           | 2                   |              |   |              |              |
|  | Australië           | 2                   | Om plaats 15 |   |              |              |
|  |                     |                     |              |   |              |              |
|  |                     |                     |              |   |              |              |
|  |                     |                     |              |   |              |              |
|  | Nieuw-Zeeland       | 0                   |              |   |              |              |
|  | Nieuw-Zeeland       | 0                   |              |   |              |              |
|  | Uruguay             | 2                   |              |   |              |              |

### Kwartfinales plaats 9-16
| 28 Juli 2018 09:00 | Qatar | 2–0 (20–16, 20–8) | Nieuw-Zeeland | Beach Sports Complex, Kazan Scheidsrechters: Ana Carina Barbosa, Nadia Machado (POR) |
| 28 Juli 2018 09:00 |       |                   |               | Beach Sports Complex, Kazan Scheidsrechters: Ana Carina Barbosa, Nadia Machado (POR) |
| 28 Juli 2018 09:00 |       |                   |               | Beach Sports Complex, Kazan Scheidsrechters: Ana Carina Barbosa, Nadia Machado (POR) |

| 28 Juli 2018 10:40 | Vietnam | 0–2 (15–19, 22–23) | Verenigde Staten | Beach Sports Complex, Kazan Scheidsrechters: Michail Mertinian, Evangelos Syrepisios (GRE) |
| 28 Juli 2018 10:40 |         |                    |                  | Beach Sports Complex, Kazan Scheidsrechters: Michail Mertinian, Evangelos Syrepisios (GRE) |
| 28 Juli 2018 10:40 |         |                    |                  | Beach Sports Complex, Kazan Scheidsrechters: Michail Mertinian, Evangelos Syrepisios (GRE) |

| 28 Juli 2018 11:30 | Uruguay | 0–2 (16–19, 22–23) | Argentinië | Beach Sports Complex, Kazan Scheidsrechters: Dávid Palkovits, Gabor Szilvási (HUN) |
| 28 Juli 2018 11:30 |         |                    |            | Beach Sports Complex, Kazan Scheidsrechters: Dávid Palkovits, Gabor Szilvási (HUN) |
| 28 Juli 2018 11:30 |         |                    |            | Beach Sports Complex, Kazan Scheidsrechters: Dávid Palkovits, Gabor Szilvási (HUN) |

| 28 Juli 2018 11:30 | Oman | 2–1 (21–14, 8–13, 8–4) | Australië | Beach Sports Complex, Kazan Scheidsrechters: Cao Hongjun, Xu Jian (CHN) |
| 28 Juli 2018 11:30 |      |                        |           | Beach Sports Complex, Kazan Scheidsrechters: Cao Hongjun, Xu Jian (CHN) |
| 28 Juli 2018 11:30 |      |                        |           | Beach Sports Complex, Kazan Scheidsrechters: Cao Hongjun, Xu Jian (CHN) |

### Kwartfinales
| 28 Juli 2018 09:00 | Iran | 0–2 (1–18, 14–15) | Zweden | Beach Sports Complex, Kazan Scheidsrechters: Michail Mertinian, Evangelos Syrepisios (GRE) |
| 28 Juli 2018 09:00 |      |                   |        | Beach Sports Complex, Kazan Scheidsrechters: Michail Mertinian, Evangelos Syrepisios (GRE) |
| 28 Juli 2018 09:00 |      |                   |        | Beach Sports Complex, Kazan Scheidsrechters: Michail Mertinian, Evangelos Syrepisios (GRE) |

| 28 Juli 2018 09:00 | Spanje | 1–2 (18–25, 22–21, 14–16) | Brazilië | Beach Sports Complex, Kazan Scheidsrechters: Dávid Palkovits, Gabor Szilvási (HUN) |
| 28 Juli 2018 09:00 |        |                           |          | Beach Sports Complex, Kazan Scheidsrechters: Dávid Palkovits, Gabor Szilvási (HUN) |
| 28 Juli 2018 09:00 |        |                           |          | Beach Sports Complex, Kazan Scheidsrechters: Dávid Palkovits, Gabor Szilvási (HUN) |

| 28 Juli 2018 10:40 | Kroatië | 2–1 (25–22, 17–24, 8–6) | Denemarken | Beach Sports Complex, Kazan Scheidsrechters: Laura Buchón-Perea, Patricia del Valle-Encuentra (ESP) |
| 28 Juli 2018 10:40 |         |                         |            | Beach Sports Complex, Kazan Scheidsrechters: Laura Buchón-Perea, Patricia del Valle-Encuentra (ESP) |
| 28 Juli 2018 10:40 |         |                         |            | Beach Sports Complex, Kazan Scheidsrechters: Laura Buchón-Perea, Patricia del Valle-Encuentra (ESP) |

| 28 Juli 2018 11:30 | Hongarije | 2–0 (21–20, 21–14) | Rusland | Beach Sports Complex, Kazan Scheidsrechters: Khaled Al-Heel, Ali Al-Yazeedi (QAT) |
| 28 Juli 2018 11:30 |           |                    |         | Beach Sports Complex, Kazan Scheidsrechters: Khaled Al-Heel, Ali Al-Yazeedi (QAT) |
| 28 Juli 2018 11:30 |           |                    |         | Beach Sports Complex, Kazan Scheidsrechters: Khaled Al-Heel, Ali Al-Yazeedi (QAT) |

### Halve finales plaats 13-16
| 28 Juli 2018 14:10 | Nieuw-Zeeland | 0–2 (14–16, 8–15) | Vietnam | Beach Sports Complex, Kazan Scheidsrechters: Pablo Martínez, Luiz Monico (URU) |
| 28 Juli 2018 14:10 |               |                   |         | Beach Sports Complex, Kazan Scheidsrechters: Pablo Martínez, Luiz Monico (URU) |
| 28 Juli 2018 14:10 |               |                   |         | Beach Sports Complex, Kazan Scheidsrechters: Pablo Martínez, Luiz Monico (URU) |

| 28 Juli 2018 15:50 | Uruguay | 1–2 (22–16, 12–16, 6–9) | Australië | Beach Sports Complex, Kazan Scheidsrechters: Mohammed Drissi, Mohammed Ben Salah (TUN) |
| 28 Juli 2018 15:50 |         |                         |           | Beach Sports Complex, Kazan Scheidsrechters: Mohammed Drissi, Mohammed Ben Salah (TUN) |
| 28 Juli 2018 15:50 |         |                         |           | Beach Sports Complex, Kazan Scheidsrechters: Mohammed Drissi, Mohammed Ben Salah (TUN) |

### Halve finales plaats 9-12
| 28 Juli 2018 14:10 | Qatar | 2–0 (26–14, 19–18) | Verenigde Staten | Beach Sports Complex, Kazan Scheidsrechters: Cao Hongjun, Xu Jian (CHN) |
| 28 Juli 2018 14:10 |       |                    |                  | Beach Sports Complex, Kazan Scheidsrechters: Cao Hongjun, Xu Jian (CHN) |
| 28 Juli 2018 14:10 |       |                    |                  | Beach Sports Complex, Kazan Scheidsrechters: Cao Hongjun, Xu Jian (CHN) |

| 28 Juli 2018 15:50 | Argentinië | 0–2 (15–22, 16–22) | Oman | Beach Sports Complex, Kazan Scheidsrechters: Ana Carina Barbosa, Nadia Machado (POR) |
| 28 Juli 2018 15:50 |            |                    |      | Beach Sports Complex, Kazan Scheidsrechters: Ana Carina Barbosa, Nadia Machado (POR) |
| 28 Juli 2018 15:50 |            |                    |      | Beach Sports Complex, Kazan Scheidsrechters: Ana Carina Barbosa, Nadia Machado (POR) |

### Halve finales plaats 5–8
| 28 Juli 2018 14:10 | Iran | 0–2 (9–18, 12–20) | Spanje | Beach Sports Complex, Kazan Scheidsrechters: Wanderson Oliveira, Fabiano Carvalho (BRA) |
| 28 Juli 2018 14:10 |      |                   |        | Beach Sports Complex, Kazan Scheidsrechters: Wanderson Oliveira, Fabiano Carvalho (BRA) |
| 28 Juli 2018 14:10 |      |                   |        | Beach Sports Complex, Kazan Scheidsrechters: Wanderson Oliveira, Fabiano Carvalho (BRA) |

| 28 Juli 2018 15:50 | Denemarken | 1–2 (18–24, 23–22, 6–7) | Rusland | Beach Sports Complex, Kazan Scheidsrechters: Dávid Palkovits, Gabor Szilvási (HUN) |
| 28 Juli 2018 15:50 |            |                         |         | Beach Sports Complex, Kazan Scheidsrechters: Dávid Palkovits, Gabor Szilvási (HUN) |
| 28 Juli 2018 15:50 |            |                         |         | Beach Sports Complex, Kazan Scheidsrechters: Dávid Palkovits, Gabor Szilvási (HUN) |

### Halve finales
| 28 Juli 2018 17:30 | Zweden | 0–2 (14–17, 12–20) | Brazilië | Beach Sports Complex, Kazan Scheidsrechters: Mohammed Drissi, Mohammed Ben Salah (TUN) |
| 28 Juli 2018 17:30 |        |                    |          | Beach Sports Complex, Kazan Scheidsrechters: Mohammed Drissi, Mohammed Ben Salah (TUN) |
| 28 Juli 2018 17:30 |        |                    |          | Beach Sports Complex, Kazan Scheidsrechters: Mohammed Drissi, Mohammed Ben Salah (TUN) |

| 28 Juli 2018 19:10 | Kroatië | 2–0 (26–18, 28–22) | Hongarije | Beach Sports Complex, Kazan Scheidsrechters: Wanderson Oliveira, Fabiano Carvalho (BRA) |
| 28 Juli 2018 19:10 |         |                    |           | Beach Sports Complex, Kazan Scheidsrechters: Wanderson Oliveira, Fabiano Carvalho (BRA) |
| 28 Juli 2018 19:10 |         |                    |           | Beach Sports Complex, Kazan Scheidsrechters: Wanderson Oliveira, Fabiano Carvalho (BRA) |

### Strijd om plaats 15-16
| 29 Juli 2018 09:00 | Nieuw-Zeeland | 0–2 (18–21, 20–23) | Uruguay | Beach Sports Complex, Kazan Scheidsrechters: Wanderson Oliveira, Fabiano Carvalho (BRA) |
| 29 Juli 2018 09:00 |               |                    |         | Beach Sports Complex, Kazan Scheidsrechters: Wanderson Oliveira, Fabiano Carvalho (BRA) |
| 29 Juli 2018 09:00 |               |                    |         | Beach Sports Complex, Kazan Scheidsrechters: Wanderson Oliveira, Fabiano Carvalho (BRA) |

### Strijd om plaats 13-14
| 29 Juli 2018 10:40 | Vietnam | 0–2 (12–16, 10–20) | Australië | Beach Sports Complex, Kazan Scheidsrechters: Mohammed Drissi, Mohammed Ben Salah (TUN) |
| 29 Juli 2018 10:40 |         |                    |           | Beach Sports Complex, Kazan Scheidsrechters: Mohammed Drissi, Mohammed Ben Salah (TUN) |
| 29 Juli 2018 10:40 |         |                    |           | Beach Sports Complex, Kazan Scheidsrechters: Mohammed Drissi, Mohammed Ben Salah (TUN) |

### Strijd om plaats 11-12
| 29 Juli 2018 09:00 | Verenigde Staten | 1–2 (24–16, 18–22, 4–7) | Argentinië | Beach Sports Complex, Kazan Scheidsrechters: Khaled Al-Heel, Ali Al-Yazeedi (QAT) |
| 29 Juli 2018 09:00 |                  |                         |            | Beach Sports Complex, Kazan Scheidsrechters: Khaled Al-Heel, Ali Al-Yazeedi (QAT) |
| 29 Juli 2018 09:00 |                  |                         |            | Beach Sports Complex, Kazan Scheidsrechters: Khaled Al-Heel, Ali Al-Yazeedi (QAT) |

### Strijd om plaats 9-10
| 29 Juli 2018 10:40 | Qatar | 2–1 (18–10, 11–12, 9–6) | Oman | Beach Sports Complex, Kazan Scheidsrechters: Dávid Palkovits, Gabor Szilvási (HUN) |
| 29 Juli 2018 10:40 |       |                         |      | Beach Sports Complex, Kazan Scheidsrechters: Dávid Palkovits, Gabor Szilvási (HUN) |
| 29 Juli 2018 10:40 |       |                         |      | Beach Sports Complex, Kazan Scheidsrechters: Dávid Palkovits, Gabor Szilvási (HUN) |

### Strijd om plaats 7-8
| 29 Juli 2018 09:00 | Denemarken | 2–0 (14–12, 23–20) | Iran | Beach Sports Complex, Kazan Scheidsrechters: Mohammed Drissi, Mohammed Ben Salah (TUN) |
| 29 Juli 2018 09:00 |            |                    |      | Beach Sports Complex, Kazan Scheidsrechters: Mohammed Drissi, Mohammed Ben Salah (TUN) |
| 29 Juli 2018 09:00 |            |                    |      | Beach Sports Complex, Kazan Scheidsrechters: Mohammed Drissi, Mohammed Ben Salah (TUN) |

### Strijd om plaats 5-6
| 29 Juli 2018 10:40 | Rusland | 0–2 (14–23, 22–23) | Spanje | Beach Sports Complex, Kazan Scheidsrechters: Wanderson Oliveira, Fabiano Carvalho (BRA) |
| 29 Juli 2018 10:40 |         |                    |        | Beach Sports Complex, Kazan Scheidsrechters: Wanderson Oliveira, Fabiano Carvalho (BRA) |
| 29 Juli 2018 10:40 |         |                    |        | Beach Sports Complex, Kazan Scheidsrechters: Wanderson Oliveira, Fabiano Carvalho (BRA) |

### Troostfinale
| 29 Juli 2018 16:00 | Zweden | 0–2 (12–18, 16–17) | Hongarije | Beach Sports Complex, Kazan Scheidsrechters: Michail Mertinian, Evangelos Syrepisios (GRE) |
| 29 Juli 2018 16:00 |        |                    |           | Beach Sports Complex, Kazan Scheidsrechters: Michail Mertinian, Evangelos Syrepisios (GRE) |
| 29 Juli 2018 16:00 |        |                    |           | Beach Sports Complex, Kazan Scheidsrechters: Michail Mertinian, Evangelos Syrepisios (GRE) |

### Finale
| 29 Juli 2018 18:00 | Brazilië | 2–0 (19–18, 22–20) | Kroatië | Beach Sports Complex, Kazan Scheidsrechters: Khaled Al-Heel, Ali Al-Yazeedi (QAT) |
| 29 Juli 2018 18:00 |          |                    |         | Beach Sports Complex, Kazan Scheidsrechters: Khaled Al-Heel, Ali Al-Yazeedi (QAT) |
| 29 Juli 2018 18:00 |          |                    |         | Beach Sports Complex, Kazan Scheidsrechters: Khaled Al-Heel, Ali Al-Yazeedi (QAT) |

## Eind rangschikking
| Rank   | Team             |
| ------ | ---------------- |
| Goud   | Brazilië         |
| Zilver | Kroatië          |
| Brons  | Hongarije        |
| 4      | Zweden           |
| 5      | Spanje           |
| 6      | Rusland          |
| 7      | Denemarken       |
| 8      | Iran             |
| 9      | Qatar            |
| 10     | Oman             |
| 11     | Argentinië       |
| 12     | Verenigde Staten |
| 13     | Australië        |
| 14     | Vietnam          |
| 15     | Uruguay          |
| 16     | Nieuw-Zeeland    |

### Individuele prijzen
De prijzen werden bekend gemaakt op 29 juli 2018.
| Position        | Player                       |
| --------------- | ---------------------------- |
| Doelman         | Mohamed Abidi                |
| Rechtervleugel  | Lucijan Bura                 |
| Linkervleugel   | Ivan Jurić                   |
| Specialist      | Bruno Oliveira               |
| Pivot           | Attila Kun                   |
| Verdediger      | Thiago Barcellos             |
| MVP             | Bruno Oliveira               |
| Topscorer       | Martin Andersen (149 punten) |
| Fair play award | Australië                    |